# Дъбнище
Дъбнище или Дъбнища (на македонска литературна норма: Дабниште) е село в Северна Македония, в Община Кавадарци.

## География
Селото е разположено южно от Кавадарци, на високото плато Витачево над Тиквешкото езеро.

## История
Църквата „Успение Богородично“ е от XIII век.
Според статистиката на Васил Кънчов („Македония. Етнография и статистика“) от 1900 г. Дабнища е има 203 жители българи християни.
Цялото християнско население на селото е под върховенството на Българската екзархия. По данни на секретаря на екзархията Димитър Мишев („La Macédoine et sa Population Chrétienne“) в 1905 година в Дъбнища (Dabnichta) има 208 българи екзархисти.
След Междусъюзническата война в 1913 година селото попада в Сърбия.
На етническата си карта от 1927 година Леонард Шулце Йена показва Дъбнища (Dabništa) като българско християнско село.